# ГЕС Lěngzhúguān
ГЕС Lěngzhúguān (冷竹关水电站) — гідроелектростанція у центральній частині Китаю в провінції Сичуань. Знаходячись після ГЕС Xiǎotiāndū, становить нижній ступінь каскаду на річці Васіхе, правій притоці Дадухе, яка в свою чергу є правою притокою Міньцзян (впадає ліворуч до Янцзи). 
В межах проекту річку перекрили бетонною греблею висотою 24 метра та довжиною 233 метра, яка утримує невелике водосховище з об’ємом 504 тис м3 та припустимим коливанням рівня поверхні у операційному режимі між позначками 1755 та 1763,5 метра НРМ. Звідси через правобережний гірський масив прокладено дериваційний тунель довжиною 6,3 км, який переходить у напірний водовід довжиною 0,66 км. 
Підземний машинний зал має розміри 59х16 метрів при висоті 39 метрів. Тут встановлено три турбіни потужністю по 60 МВт, які використовують напір до 387 метрів (номінальний напір 362 метра) та забезпечують виробництво 989 млн кВт-год електроенергії на рік.
Видача продукції відбувається по ЛЕП, розрахованій на роботу під напругою 220 кВ.